# Marcel Pinel
Marcel Pinel (8 de julho de 1908 - 18 de março de 1968) foi um futebolista francês. Ele competiu na Copa do Mundo FIFA de 1930, sediada no Uruguai.